# Tirso (dessinateur)
Tirso, de son nom complet Tirso Cons, né en mars 1979 à Pontevedra (Galice-Espagne), est un dessinateur de bande dessinée espagnol.

## Biographie
Tirso s'installe à Madrid pour ses études. Une fois diplômé en publicité et relations publiques, il commence par travailler au sein de l'agence Contrapunto. À partir de 2003, il se lance dans la bande dessinée en France.

## Œuvre

### Albums
- Les Chroniques de Légion, scénario de Fabien Nury, Glénat - Grafica

1. Livre I, dessins de Tirso, Mario Alberti, Mathieu Lauffray et Zhang Xiaoyu (2011)  (ISBN 978-2-7234-7623-2)
2. Livre II, dessins de Mario Alberti, Tirso et Zhang Xiaoyu (2011)  (ISBN 978-2-7234-7749-9)
3. Livre III, dessins de Mario Alberti, Tirso et Zhang Xiaoyu (2012)  (ISBN 978-2-7234-7928-8)
4. Livre IV, dessins de Mario Alberti, Tirso, Éric Henninot et Zhang Xiaoyu (2012)  (ISBN 978-2-7234-8252-3)

- Le Manoir des murmures, scénario de David Muñoz, Les Humanoïdes Associés

1. Sarah, 2007  (ISBN 978-2-7316-1994-2)
2. Demian, 2008  (ISBN 978-2-7316-2210-2)
3. Simon, 2011  (ISBN 2-7316-2278-4)

- Marshall, scénario de Denis-Pierre Filippi, Les Humanoïdes Associés

4. Réminiscences, 2007  (ISBN 978-2-7316-1718-4)
- L'Œil du Diable, scénario de Wander Antunes, Paquet, collection Solo, 2005  (ISBN 2-940334-96-X)

## Récompenses
- Prix du Meilleur Album Romanesque au Festi BD de Moulins, 2005 pour L'Œil du Diable[2][source insuffisante]

- Prix du public du Meilleur Dessinateur de 2012 au "Festival Comic Europeo de Ubeda & Baeza" en Espagne[3][source insuffisante]